# Vasile Bulucea
Vasile Bulucea (n. 11 februarie 1931, Gârnița – d. 27 mai 2008, Craiova) a fost primarul municipiului Craiova între anii 1973-1976 și 1996-2004. A fost, de asemenea și Ministru al Transporturilor în perioada 24 octombrie 1979 - 9 august 1986. Prin Decretul 65 din 14 mai 1988 (Decretul 65/1988) Vasile Bulucea fost numit în funcția de ministru secretar de stat la Comitetul de Stat al Planificării. Vasile Bulucea a fost un membru activ al Partidului Comunist Român, ales în Comitetul Central. În timpul revoluției din decembrie 1989, Vasile Bulucea era viceprimar al Bucureștiului. Vasile Bulucea a fost deputat în Marea Adunare Națională în perioada 1985 - 1989. Vasile Bulucea a fost membru UTMR din 1945 și membru PMR din 1956.
Vasile Bulucea a câștigat alegerile din 1996 ca membru al Partidului Socialist al Muncii, iar în anul 2000 a fost reales, de această dată fiind membru al PDSR. În 2004, Bulucea s-a înscris în partidul Forța Democrată, după ce Antonie Solomon a fost desemnat candidat al PSD la alegerile locale.
În aprilie 2008, Vasile Bulucea a fost numit cetățean de onoare al municipiului Craiova, fiind unul dintre cei mai longevivi primari ai acestuia, după ce fusese propus încă din 2005 la acest titlu.
Pe plan politic, Craiova a fost dominată de partidele de stânga, dacă la alegerile parlamentare a fost vorba de o alternanță stânga-dreapta, la alegerile pentru primăria orașului s-a detașat controversatul Vasile Bulucea, ales prima dată primar de pe listele partidului Socialist (fapt unic la nivelul marilor orașe poate chiar la nivel național) și care a rămas peste 8 ani în fruntea primăriei Craiovei alternând realizările (repararea multor străzi, bulevardului Romanescu, iluminat public, velodrom) cu numeroase scandaluri (Luxten, Cronos). A fost primar al Craiovei și în perioada comunistă 1973 - 1977 iar apoi a fost numit de Nicolae Ceaușescu în calitate de ministru al transporturilor și telecomunicațiilor. Presa locală și analiștii politici au considerat că votul craiovenilor s-a datorat și faptului că Bulucea ajunsese să facă parte din folclorul local. A fost implicat într-o mulțime de momente "spumoase": scandaluri sexuale la peste 70 de ani (cu o doamnă de peste 50 de ani) pe care, spre stupefacția adversarilor politici, nu le nega, chiar se mândrea cu "performanțele" sale, făcând deliciul craiovenilor, apoi interviul controversat pentru revista "Hustler", scandalul cu Gheorghe Funar pentru statuia lui Nicolae Titulescu când a amenințat că se leagă cu lanțuri de statuie, a fost prins că aduna câinii comunitari din Craiova și le dădea drumul la marginea Bucureștiului zicând că îi face "capitaliști", inaugurarea străzilor spărgând sticle de șampanie de caldarâm, la inaugurarea bulevardului Romanescu, un ciob a fost foarte aproape să orbească un spectator la eveniment, avea o emisiune săptămânală la un post local de televiziune care bătea toate ratingurile tv la nivelul orașului, emisiunea fiind una de informație dar în același timp, devenea o emisiune de divertisment datorită gafelor sale și a dialogurilor spumoase. A promis că va coborî cu deltaplanul pe stadion împreună cu Dinel Staicu pe care dorea să-l lase urmaș la primăria Craiovei (Antonie Solomon a câștigat atunci alegerile), implicarea lui în scandalul dintre suporterii Universității Craiova și patronul de atunci al echipei, Gigi Nețoiu când a finanțat și încurajat "parada coșciugelor" de pe străzile orașului și poate nu în ultimul rând, ambiția sa de a lăsă în urmă, o construcție mare, pe care să monteze o placă comemorativă, spre amintirea craiovenilor. A ales construirea unui velodrom. Probabil că Vasile Bulucea definește cel mai bine, la nivelul orașului, starea de lucruri și mentalitățile acestei perioade de tranziție de la comunism la Uniunea Europeană.

## Distincții
- Ordinul „Tudor Vladimirescu” clasa a III-a (16 decembrie 1972) „pentru merite deosebite în opera de construire a socialismului, cu prilejul aniversării a 25 de ani de la proclamarea Republicii”[7]